# بعل شليشة
شليشة أو بعل شليشة هو مكان غير محدد الهوية مذكور في سفر الملوك الثاني (2 ملوك 4: 42) والتلمود ( السنهدرين 12 أ).
تُترجم بعل شليشة بقول: «رب أو سيد ثلاثة أشياء»، أو «الصنم الثالث، الزوج الثالث؛ أو الذي يحكم أو يرأس ثلاثة أشياء» (بعل = رب؛ شليشة = ثلاثة أشياء). اسم المكان القديم هذا محفوظ في الاسم العربي لقرية كفر ثلث الحديثة. 
بحسب يوسابيوس القيصري وجيروم ، كانت بعل شليشة تقع على بعد 15 ميلاً (رومانيًا) شمالاللد. حددها يوسابيوس مع بثسريسة. مرشح آخر لشاليشة هو سريسية ، وهو موقع مدمر الآن غرب جبل إفرايم ، وهناك احتمال آخر هو خربة كفر ثلث (مع ثلث العربية يمكن مقارنتها بشليشة العبرية) والتي تقع تقريبًا إلى الشمال الشرقي من هناك. يحدده التلمود على أنه أقرب مكان تنضج فيه الثمار كل عام.